# Bemyndigande
Bemyndigande är en juridisk term för kompetensfördelning och innebär en tilldelning av befogenhet. En person eller administration som bemyndigats ges tillåtelse att avgöra ett visst ärende eller att utföra vissa uppgifter i annans ställe. Enligt regeringsformen (RF) kan regeringen och kommunerna bemyndigas av Sveriges riksdag att i riksdagens ställe meddela föreskrifter som annars ankommer på riksdagen att meddela.